# Hizinski rajon
Hizinski rajon (azerski: Xızı rayonu) je jedan od 66 azerbajdžanskih rajona. Hizinski rajon se nalazi na istoku Azerbajdžana te na zapadnoj obali Kaspijskog jezera. Središte rajona je Hizi. Površina Hizinskog rajona iznosi 1.850 km². Hizinski rajon je prema popisu stanovništva iz 2009. imao 14.731 stanovnika, od čega su 7.210 muškarci, a 7.521 žene.
Hizinski rajon se sastoji od 13 općina.